# Анук Эме
Николь Франсуаз Флоранс Дрейфус (фр. Nicole Françoise Florence Dreyfus; 27 апреля 1932[…], XVII округ Парижа — 18 июня 2024, XVIII округ Парижа), известная под псевдонимом Ану́к Эме́ (фр. Anouk Aimée, Анук Любимая) — французская актриса. Обладательница премий «Золотой глобус» и BAFTA за фильм «Мужчина и женщина», а также номинантка на премию «Оскар».

## Биография
Родилась в смешанной еврейско-французской семье актёра Анри Мюрре (Дрейфуса; 30 января 1907 — 29 января 1984) и актрисы Женевьевы Сорья (фр. Geneviève Sorya, урождённой Дюран; 23 июня 1912 — 23 марта 2008). Получила католическое воспитание, но, уже будучи взрослой, обратилась в иудаизм.
В 1940 году, после того, как немецкие войска вошли в Париж, семья перевезла Эме в Барбезьё-Сент-Илер, надеясь избежать еврейских погромов. Сменила несколько школ, во время Второй мировой войны переехала в Англию, где училась в средней школе в Восточном Сассексе, но бросила её, не сдав выпускных экзаменов. В Англии изучала театральное искусство, затем брала уроки танца и драматического искусства у Андре Бауэр-Терона.
Начала сниматься в кино в 1946 году, когда, ещё будучи Франсуазой Дрейфус, исполнила роль Анук в фильме «La Maison sous la mer» («Дом на море»). Тогда же взяла псевдоним Анук по имени своей героини. В 1947 году на съёмочной площадке оставшегося незавершённым фильма «La Fleur de l'âge» («Цветок старости») познакомилась со сценаристом Жаком Превером, который предложил добавить к псевдониму «фамилию» «Эме» (фр. aimée — любимый). В дальнейшем Превер специально для неё написал сценарий фильма «Les amants de Vérone» («Любовники Вероны», 1949).
Широкую известность получила сыграв в 1958 году Жанну Эбютерн — подругу Амедео Модильяни в биографическом фильме «Монпарнас, 19». Актрису заметил Федерико Феллини и пригласил сниматься в фильмах «Сладкая жизнь» и «Восемь с половиной». В 1961 году исполнила главную роль в кинематографическом дебюте Жака Деми — музыкальном фильме «Лола».

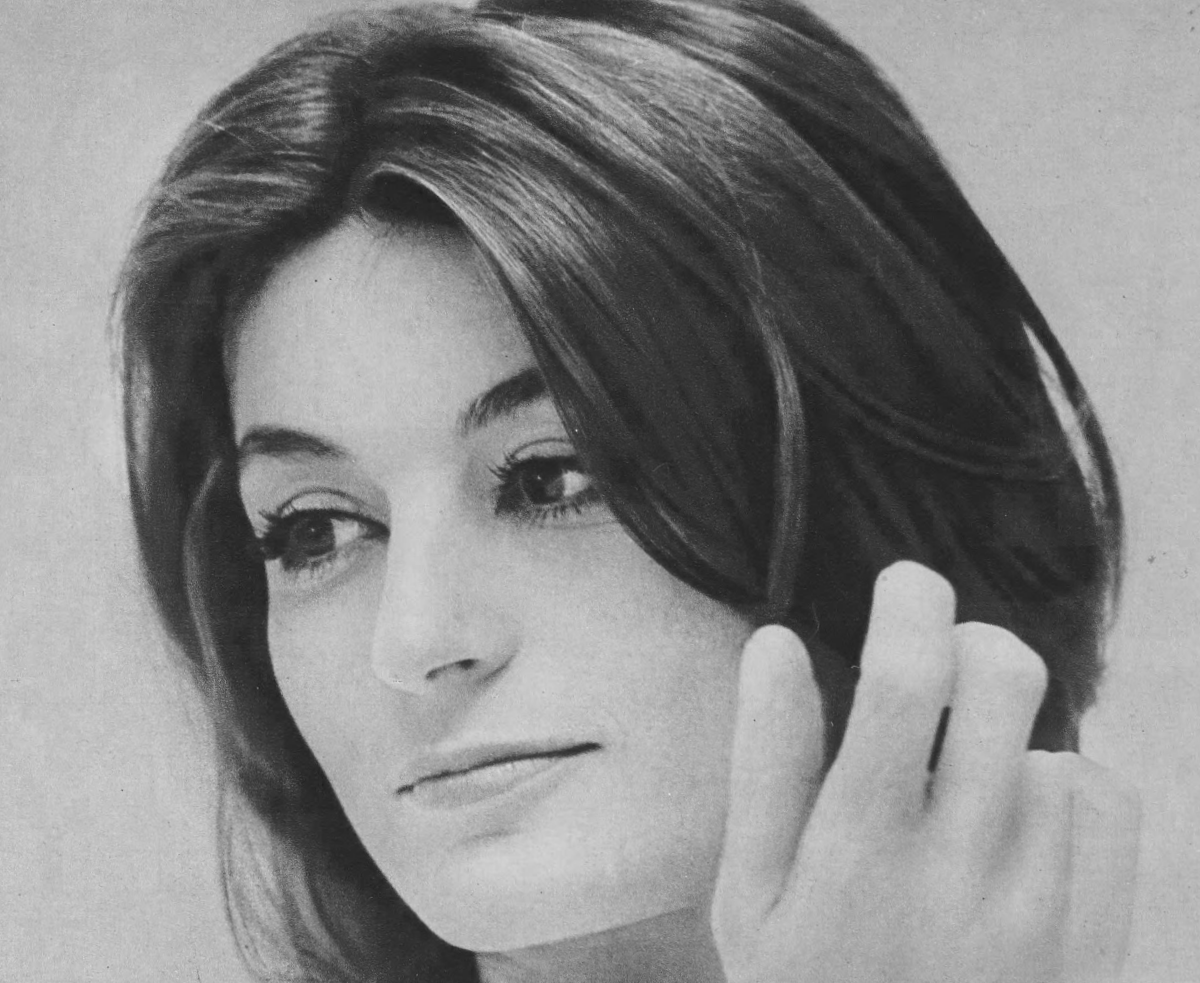
Анук Эме в 1966 году

Роль Анны Готье в фильме Клода Лелуша «Мужчина и женщина» (1966) принесла ей целый ряд наград, включая «Золотой глобус», и номинацию на «Оскар» за лучшую женскую роль. Позднее Эме дважды возвращалась к роли Анны в фильмах Лелуша «Мужчина и женщина: 20 лет спустя» (1986) и «Лучшие годы жизни» (2019).
В 1969—1975 годах не снималась.
В 1980 году роль Эме в итальянском фильме «Прыжок в пустоту» режиссёра Марко Беллоккьо была отмечена призом Каннского фестиваля.
В 2002 году сыграла мать Наполеона Летицию в мини-сериале «Наполеон». В том же 2002 году была удостоена премии «Сезар» за выдающиеся заслуги в кинематографе.
Последний фильм с участием актрисы («Лучшие годы жизни») вышел в 2019 году.
Журнал «Empire» поместил её в список «100 самых сексуальных звёзд в истории кинематографа».
Умерла 18 июня 2024 года в своём доме в Париже в возрасте 92 лет.

## Личная жизнь
С 1949 по 1978 год четыре раза была замужем:
- Первый муж (1949—1950) — Эдуард Циммерманн.
- Второй муж (1951—1954) — Никос Папатакис (1918—2010), греко-французский актёр и режиссёр, родившийся в Эфиопии. Жил и работал в США и Франции.
  - Дочь — Мануэла Папатакис (род. 1951), актриса.
- Третий муж (1966—1969) — Пьер Бару (1934—2016), французский актёр, композитор, певец и музыкальный продюсер.
- Четвёртый муж (1970—1978) — Альберт Финни (1936—2019), английский актёр.

## Фильмография
- 1946 — Дом на море / La Maison sous la mer — Анук, реж. А. Калеф;
- 1947 — Во цвете лет / La Fleur de l'âge, реж. М. Карне;
- 1949 — Веронские любовники / Les Amants de Vérone — Джульетта, реж. А. Кайат;
- 1950 — Золотая саламандра / Golden Salamander, реж. Р. Ним;
- 1951 — Холодные победы / Conquête du froid, реж. Дж. Видаль;
- 1951 — Грозовая ночь / Noche de tormenta, реж. Jaime de Maroya и Marcel Jauniaux;
- 1952 — Багряный занавес / Le Rideau cramoisi — Альбертина, реж. А. Астрюк;
- 1952 — Человек, провожающий поезда / The Man Who Watched the Trains Go By — Джейн, реж. Г. Френч;
- 1953 — Адриенна Мезюра (Марсель Л’Эрбье, телевизионный фильм по одноимённому роману Жюльена Грина)
- 1954 — И для моего сердца / Forever my heart, реж. B. Knolles;
- 1955 — Я ищу тебя /L’Amour ne meurt jamais — Франсуаза, реж. О.-В. Фишер;
- 1955 — Дурные встречи / Les Mauvaises rencontres — Катрин, реж. А. Астрюк;
- 1955 — Испанская контрабанда / Contraband Spain — Елена Варгас, реж. Lawrence Huntington и Jaime Salvador;
- 1956 — Нина (ФРГ)/Nina — Нина Иванова, реж. Р. Джагерт;
- 1957 — Штреземанн (ФРГ)/Strese-Mann — Аннет Штейн, реж. А. Браун;
- 1957 — Все хотят меня убить/Tous peuvent me tuer — Изабель(жена гангстера), реж. Г. Декон;
- 1957 — Накипь/Pot-Bouille — Мари, реж. Ж. Дювивье;
- 1957 — Монпарнас, 19/Montparnasse 19 — Жанна Эбютерн, реж. Ж. Беккер;
- 1958 — Путешествие (США)/The Journey — Ева, реж. А. Литвак;
- 1959 — Головой об стену/La Tête contre les murs — Стефани, реж. Ж. Франжю;
- 1959 — Сладкая жизнь/La Dolce Vita — Маддалена, реж. Ф. Феллини;
- 1959 — Кадрящие /Les Dragueurs — Джейн, реж. Жан-Пьер Моки;
- 1960 — Весельчак/Le Farceur — Хелен, реж. Ф. де Брока;
- 1960 — Нежданный (Италия)/L’Imprevisto — Клер, реж. А. Латтуада;
- 1961 — Лола/Lola — Лола, реж. Ж. Деми;
- 1961 — Набережная Собора Богоматери/Quai Notre-Dame, реж. Ж. Бертье;
- 1961 — Страшный суд (Италия)/Le Jugement dernier — Ирен, реж. В. де Сика;
- 1962 — Содом и Гоморра (Италия)/Sodoma e Gomorra, реж. Р. Олдрич;
- 1963 — 8 1/2/Otto e mezzo — Луиза Ансельми, реж. Ф. Феллини;
- 1963 — Большие дороги/Les Grands chemins — Анна, реж. К. Морган;
- 1963 — Террорист (Италия)/Il terrorista — Анна Брачи, реж. Д. де Бозио;
- 1963 — Успех (Италия)/Il successo — Лаура, реж. Д. Ризи;
- 1965 — Фуга (Италия)/La fuga — Луиза, реж. П. Спинола;
- 1966 — Мужчина и женщина/Un homme et une femme — Анна, реж. К. Лелуш;
- 1966 — Скандал (Италия)/Lo scandalo, реж. А. Гобби;
- 1966 — Пора нашей любви/Le stagioni de nostro amore, реж. Ф. Ванчини;
- 1967 — Жить, чтобы жить/Vivre pour vivre, реж. К. Лелуш;
- 1968 — Однажды вечером в поезде /Un soir, un train — Анна, реж. Андре Дельво;
- 1969 — Ателье моделей/Model Shop — Лола, реж. Ж. Деми;
- 1969 — Жюстин (США)/Justine — Жюстин, реж. Дж. Кьюкор;
- 1969 — Свидание (США)/The appointment — Карла, реж. С. Люмет;
- 1976 — Если бы пришлось начать всё сначала/Si c'était à refaire — Сара Гордон, реж. К. Лелуш;
- 1978 — Моя первая любовь/Mon premier amour — Джейн, реж. Э. Чураки;
- 1980 — Страница любви/Une page d’amour, реж. С. Моати;
- 1980 — Прыжок в пустоту/Salto nel vuoto — Марта, реж. М. Беллоккьо;
- 1981 — Трагедия смешного человека/Tragedia di un uomo ridicolo — Барбара, реж. Б. Бертолуччи;
- 1982 — Глаза, рот/Les Yeux, la bouche, реж. М. Беллоккьо;
- 1982 — Кто заставляет суетиться Давида?/Qu’est-ce qui fait courir David? — Хелен, реж. Э. Чураки;
- 1983 — Генерал погибшей армии/Le Général de l’armée morte — Бетси, реж. Л. Товоли;
- 1984 — Успех — лучшая месть/Success Is the best revenge — Моник, реж. Е. Сколимовский;
- 1984 — Да здравствует жизнь!/Viva la vie! — Анук, реж. К. Лелуш;
- 1986 — Мужчина и женщина: 20 лет спустя/Un homme et une femme : vingt ans déjà — Анна, реж. К. Лелуш;
- 1988 — До свидания и спасибо (Италия)/Arrivederci e grazie — Лаура, реж. Дж. Капитани;
- 1990 — Доктор Бетун/Béthune : the making of a hero — Мари-Франц, реж. Ф. Борсос;
- 1990 — Бывают дни... бывают ночи/Il y a des jours… et des lunes, реж. К. Лелуш;
- 1991 — Проклятая любовь Лейзенбога / L’amour maudit de Leisenbohg (ТВ)
- 1993 — Сурки/Les Marmottes — Франсуаз, реж. Э. Чураки;
- 1993 — Голос в саду/Voices in the garden, реж. П. Бутон;
- 1994 — Прет-а-порте/Pret-а-Porter — Симона, реж. Р. Олтмен;
- 1995 — Скажи мне «Да»/Dis-moi oui… — Клер, реж. А. Аркади;
- 1996 — Мужчины, женщины: руководство по эксплуатации/Hommes, femmes, mode d’emploi, реж. К. Лелуш;
- 1999 — Одна за всех/Une pour toutes, реж. К. Лелуш;
- 1999 — Мадлен/1999 Madeleine — Ив, реж. Л. Буник;
- 2001 — Каннский фестиваль/Festival in Cannes — Милли, реж. Г. Яглом;
- 2002 — Наполеон/Napoleon — Летиция Бонапарт, сериал, реж. И. Симоне;
- 2003 — Берёзовый луг/La Petite prairie aux bouleaux — Мириам, реж. М. Лореан-Ивенс;
- 2004 — И они жили долго и счастливо (Они поженились и у них было много детей)/Ils se marièrent et eurent beaucoup d’enfants — мать Венсана, реж. И. Атталь;
- 2006 — От частности к частности/De particulier а particulier — Нэлли, реж. Б. Ковен;
- 2007 — Клод Лелуш, люблю/Claude Lelouch, on s’aimera- рассказчица, реж. С. Круш;
- 2008 — Святые деньги (Италия, Бельгия)/Holy Money, реж. М. Александр;
- 2010 — Женщина и мужчины/Ces amours là — Мадам Блюм, реж. К. Лелуш
- 2010 — Парижские связи/ Paris Connections — Агнес Сент-Клэр, реж. Харли Коклисс
- 2011 — Все солнца / Tous les soleils — Агата, реж. Филипп Клодель
- 2012 — Не худо бы похудеть / Mince alors! — Маман, реж. Шарлотт де Тюркейм
- 2019 — Лучшие годы жизни / Les Plus Belles Années d’une vie — Анна Готье, реж. Клод Лелуш

## Награды и номинации

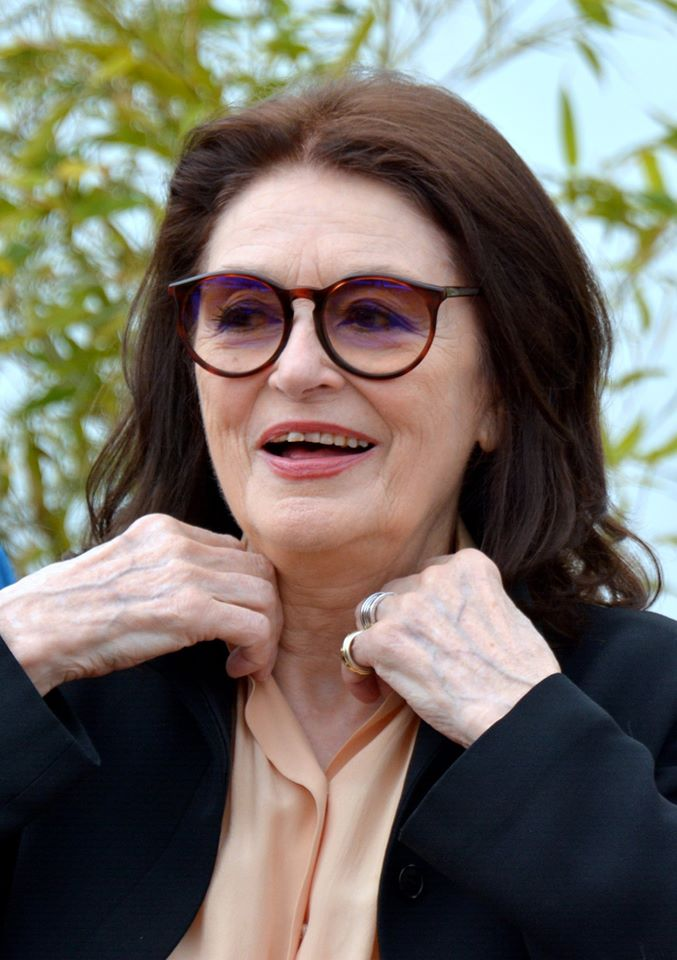
Анук Эме в Каннах в 2019 году

| Ассоциация                             | Год  | Категория                               | Работа            | Результат |
| -------------------------------------- | ---- | --------------------------------------- | ----------------- | --------- |
| «Оскар»                                | 1967 | Лучшая женская роль                     | Мужчина и женщина | Номинация |
| «Золотой глобус»                       | 1967 | Лучшая женская роль — драма             | Мужчина и женщина | Победа    |
| BAFTA                                  | 1963 | Лучшая иностранная актриса              | Лола              | Номинация |
| BAFTA                                  | 1968 | Лучшая иностранная актриса              | Мужчина и женщина | Победа    |
| Берлинский кинофестиваль               | 2003 | Почётный «Золотой медведь»              | н/д               | Победа    |
| Каннский кинофестиваль                 | 1980 | Лучшая женская роль                     | Прыжок в пустоту  | Победа    |
| «Сезар»                                | 1979 | Лучшая женская роль                     | Моя первая любовь | Номинация |
| «Сезар»                                | 2002 | Выдающиеся заслуги в кинематографе      | н/д               | Победа    |
| Кинофестиваль на Фарерских островах    | 1966 | Лучшая женская роль                     | Мужчина и женщина | Номинация |
| Fotogramas de Plata                    | 1967 | Лучший иностранный исполнитель          | Мужчина и женщина | Победа    |
| «Золотой орёл»                         | 2010 | Выдающийся вклад в мировой кинематограф | н/д               | Победа    |
| «Лорел»                                | 1967 | Лучшая драматическая роль               | Мужчина и женщина | Номинация |
| Национальное общество кинокритиков США | 1967 | Лучшая женская роль                     | Мужчина и женщина | Номинация |